# ادی استورگیس
ادی استورگیس (انگلیسی: Eddie Sturgis; ۲۲ اکتبر ۱۸۸۱ – ۱۳ دسامبر ۱۹۴۷) بازیگر اهل ایالات متحده آمریکا بود.